# Johann Georg Conrad Oberdieck
Johann Georg Conrad Oberdieck,  född 30 augusti 1794 i Wilkenburg vid Hemmingen, död 24 februari 1880 i Herzberg am Harz, var en tysk pomolog och luthersk präst. 
Oberdieck var 1831–78 superintendent i hannoverska församlingar. Han bedrev även en betydelsefull verksamhet som experimenterande fruktodlare och som författare av pomologiska arbeten. 
Förutom den värdefulla avhandlingen Die Probe- oder Sortenbäume (1844; andra upplagan 1871) kan nämnas Oberdiecks båda stora arbeten Illustrirtes Handbuch der Obstkunde (tillsammans med Eduard Lucas och Friedrich Jahn, 1858–75; med supplement, utarbetad av Oberdieck, 1879; ett ytterligare supplementband, utgivet av Wilhelm Lauche, 1883) och Deutschlands beste Obst-Sorten (1881). 
Från 1855 utgav Oberdieck tillsammans med Lucas en pomologisk tidskrift, "Monatsschrift für Pomologie und praktischen Obstbau", senare benämnd "Pomologische Monatshefte" och från 1906 fortsatt av "Deutsche Obstbauzeitung".